# たいようのマキバオー
『たいようのマキバオー』は、つの丸による日本の漫画作品。

## 概要
本作品は1994年から1998年まで『週刊少年ジャンプ』（集英社）にて連載され、1996年から1997年までフジテレビ系列にてTVアニメで放送されていた競馬漫画『みどりのマキバオー』の続編である。
当時ハルウララの人気で注目された高知県高知市に実在している高知競馬場を舞台に、一見不条理で非現実的な作風ながら、同時に地方競馬を舞台に世相や競馬界の抱えるさまざまな問題点を描き出すリアルさを持つことが特徴である。また、前作と同じく下品なギャグ色が強い作品であり、主人公のヒノデマキバオーの現役から引退までのストーリーとなった。
『週刊プレイボーイ』（集英社）にて2006年44号に読切掲載を経た後、2007年15号より2011年19・20号まで同誌にて連載され、同年5月9日更新分より『週刊プレイボーイ』のウェブサイト『週プレNEWS』に移籍し、題名も『たいようのマキバオーW』へと改められ2017年2月まで連載された。
単行本は『たいようのマキバオー』名義で16巻まで、新しく『たいようのマキバオーW』名義で20巻まで刊行された。話数カウントは前作と同じく「週刊XXX馬(週刊プレイボーイ連載時代)」→「WeeklyXXX馬（W）」。
テレビ東京の競馬番組『ウイニング競馬』で取り上げられた。
本作品の連載終了後、セガのゲーム『STARHORSE』とコラボが行われた。また、セガのゲーム『starhorsepocket』ともコラボが開催され、原作ではなかったマキバオー達を種付け馬として選ぶ事が可能となっている。

## あらすじ
たいようのマキバオー
日本競馬界は無敗の2冠馬・フィールオーライの独壇場から始まり、かつてミドリマキバオー達を追いかけ自伝を書いた元記者が昔話を語る。そんな中、地方の高知競馬場に出馬しているマキバオーの姿があった。ミドリマキバオーそっくりのヒノデマキバオー。アイドルホースとして人気を集めている中、交流試合でやってきたかつてミドリマキバオーのジョッキー山本菅助が接触したことをきっかけに、様々なライバル馬達と戦って、大井競馬場で開催するG1・帝王賞に挑んでいく。

### 高知競馬危機編
（漫画：第1巻～第4巻の途中 / 収録話：週刊1馬 - 週刊38馬）
文太（ヒノデマキバオー）は高知競馬場で、毎週休むことなくレースに出走していた。しかし、初勝利を挙げた後に屈腱炎を発症してしまう。そんな中、桂浜で闘犬・雷電號と出会う。この出会いをきっかけに雷電も高知競馬場に訪れるようになり、文太は競走馬としてさらに成長していくのだった。

### ジャパンダートダービー偵察編
（漫画：第4巻の途中～第5巻 / 収録話：週刊39馬 - 週刊50馬）
黒潮ダービーでドリーに勝利した文太とハヤトに、高知競馬広報担当の吉田から一通の手紙が届いた。中には、二人分の東京行きの航空券が入っていた。こうして文太やハヤトたちは皆で東京へ向かうことになった。
そのため、ハヤトと文太もミドリマキバオーと同じく、ぬいぐるみ代わりとして飛行機に乗り込むことになった。ところが、タクシーに乗った二人は手違いで東京競馬場に到着してしまう。
そんな中、大井競馬場へ戻る前に、かつて競馬記者だった嶋島智之と出会う。福島競馬場にて開催された七夕賞で、嶋島は60万円の大金を的中させた。その後、彼はミドリマキバオーの生まれ故郷であるみどり牧場へ向かう。
一方、キングスファームへ向かった文太は、夏休み中で休養しているフィールオーライと出会う。フィールオーライは「走るために生まれてきたから」と語り、二人は友達となった。
北海道から戻ったハヤトと文太たちは、父親に叱られてしまう。そしてジャパンダートダービーでは、アマゾンスピリットの強さを確かめるために偵察を行った。
偵察を終えた文太は、自らの目標をダービーグランプリに定める。その後、高知に戻ったハヤトと文太は、記者から「ドリーはもういない」と告げられるのだった。

### 九州遠征編
（漫画：第5巻の途中～第7巻 / 収録話：週刊51馬 - 週刊75馬）
たいようのマキバオー W
ヒノデマキバオーが帝王賞でダートの頂点に立った少し前、ダービーでも奇跡の勝利を果たした牝馬がいた。彼女の名はファムファタールである。彼女は続けて宝塚記念、そして凱旋門賞を目指すというのだった。しかしそれは、ケガから復活したフィールオーライと同じ道だったらしい。新旧の怪物が、宝塚記念で激突する。

## 登場キャラクター

### 高知・福留政親厩舎関連動物と人物
ヒノデマキバオー / 文太（ぶんた）
性別：牡
毛色：白毛
生誕：2004年3月31日
血統：父 タマブクロス（タマモクロス）、母 マキバコ、母父 サンデーサイデンス（サンデーサイレンス）
主戦騎手：福留隼人
おもな勝ち鞍：黒船賞、高知優駿（黒潮ダービー）、ロータスクラウン賞、高知県知事賞、帝王賞（第31回、第32回連覇）、川崎記念、フェブラリーステークス、ゴドルフィンマイル
馬主：一条（土佐一条氏がモデル）
- 戦績（連載終了時）
  - 49戦19勝（中央4戦1勝、海外4戦1勝）

本作の主人公。ミドリマキバオー（うんこたれ蔵）の半妹マキバコ最後の産駒。容姿は先代マキバオー、母マキバコと同様、豚の胴体とカバの頭をくっつけたような姿で、母親似の前に突き出たたてがみが特徴。両前脚に青いバンテージを巻いている。「んにゃ〜」「〜にゃ」が口癖。好物は文旦と小夏。愛称の「文太」は文旦が好物なことに由来する。なお、作中では語られていないが血縁上母マキバコの双子であるブリッツや異母兄弟であるカスケードも伯父にあたる。
当初は中央競馬 (JRA) デビューを目指し中央の厩舎に入厩するも、生まれつきの脚部不安から適わず、高知の福留厩舎に転厩した。現地ではその愛くるしい容姿から一躍高知競馬のアイドルホースとなり、県外からもファンが訪れるほどの人気を誇っていたが、実態は経営難に喘ぐ地方競馬場の運営資金を賄うための客寄せパンダに過ぎなかった。レースの勝敗云々は二の次で、客足を絶やさぬ様、体調も省みられずほとんど毎週の出走を強いられていた。（本人曰く、半年で２０回以上出走していると言っている）もっとも、そんな事情は知らず常に大真面目にレースに臨み、観客に愛嬌を振りまいていた。
黒船賞開催日の最終レースにて、中央勢への劣等感から冷静さと自制心を欠いたハヤトの騎乗ミスと、観客から理不尽に罵られたハヤトへの自身の想いが相まって、初めて脚部の不安を無視した本気の走りを見せ、結果として12戦目にして初勝利を挙げることとなった。しかし、その代償として全治3か月の屈腱炎を発症し、長期休養を余儀なくされる。これを期に本格的な療養に入り高知優駿（黒潮ダービー）を目標とするも、結局完治を待たずに、客寄せ生活に逆戻りを強要される。常に上を目指ししのぎを削る同世代馬たちの姿と、それについて行けずただのお飾りとして祭り上げられる自分とのギャップを思い知らされ、激しい劣等感に苛まれて葛藤し続けていたが、とうとう我慢の限界に達し「思い切り走りたい」と涙ながらに胸の内をハヤトにぶちまける。赤字覚悟の福留厩舎全陣営の協力の下、再度療養に専念。調整不足ながら挑んだ高知優駿（黒潮ダービー）をノーマークの低評価を覆し勝利。重賞初制覇を果たした。
その後、戦いの場をほかの地方競馬へと移し、荒尾競馬場の荒炎賞で2着。続いて佐賀競馬場のロータスクラウン賞で交流競走初制覇となる。続いて出走した盛岡競馬場のダービーグランプリ4着と安定した戦績を残してきたが、再度屈腱炎を発症し休養を余儀なくされる。
桂浜での治療や闘犬場での戦いによるデトックスによりリフレッシュした後、暮れの東京大賞典に選出され出走することに。アマゾンスピリットのマークを受けながら先行し、残りわずかまでアマゾンスピリットと競り合うも力尽き7着に終わる。その3日後に行われた高知県知事賞では大歓声の中、見事優勝する。
年が明け、佐賀記念を目標に、金太のアドバイスによるピッチ走法を身につける特訓を行う。その結果、佐賀記念では最終コーナーで首位に立ち、得意の勝負根性を発揮して猛追する他馬をことごとく跳ね返すも、カスケード産駒のフラットビッキー、トータルケイオスの2頭にカスケードの走りを彷彿させる追い込みを披露され、3着に終わる。
その後は高知に戻り、ゴールデンバットと黒船賞の出走を賭けた一騎討ちに勝利し、黒船賞に高知代表の1頭として出走。佐賀記念同様にピッチ走法を見せるが、本家フィールオーライの主戦騎手滝川に攻略され直線で苦戦。何とか滝川を凌ぐもその後、グラインドハウス、キックザパストらに先手を譲り、駄目かと思われたが、最後にかつて山本菅助がミドリマキバオーに騎乗した際の得意技であったきつつき戦法と同じ騎乗を見せ、ゴール直前に差し切って優勝した。
その後、帝王賞に目標を定め、ステップアップとしてかきつばた記念に登録。地方馬に分がよく、中央馬もたいした実力馬はいないと高をくくっていたが、キングアナコンダら重賞常連組が出走。さらにレースは直線の短い名古屋競馬場の内枠で痛恨の出遅れ。終わったかと思われたが、やぶれかぶれで隼人のくり出したきつつき戦法により猛然と追い込んでキングアナコンダに急追。結局2着に終わったものの、収穫の多いレースとなった。
レース後は高知へ戻らず、フィールとの縁もあり、帝王賞へ向けて栗東トレーニングセンターにある酒井厩舎で調整される。競走馬スイミングプールではフィールも驚くほどの持久力を見せ、坂路調教馬場で脚力強化をはかり休養を経て帝王賞へ挑むこととなる。
歴戦の古馬が集まった帝王賞では絶妙な逃げを見せるキングアナコンダを果敢に追走。直線ではいったん遅れをとるものの、持ち前の根性とかきつばた記念で身につけたきつつき戦法、さらに栗東でのトレーニング効果もあり、脅威の粘りを見せ鼻差トータルケイオスを凌ぎ優勝。初Jpn1制覇を果たす。
その後は高知に戻り、転厩してきたグランドコブラとともに日本テレビ盃をステップレースにマイルチャンピオンシップ南部杯を目指す。
フォア賞の観戦直後、フィールを失ったことに伴う、「フィールショック」により情熱を失う。マイルチャンピオンシップ南部杯では9着と敗れる。
RTCでは飯富により特別トレーニングを行う。園田競馬場で行われる、ゴールデンバットが出走するレース、JBCクラシックを観戦する。
JBCクラシックの観戦後、飯富が「走れ、マキバオー」の台詞で泣き叫ぶ。
ゴドルフィンマイル（ドバイGII）に出走するためドバイへ遠征。レース前日に隼人の気合の空回りを不安視した福留調教師から山本菅助への乗り替わりをマキバオーには告げず隼人へ宣告される。マキバオーには隼人の怪我のための乗り替わりと説明されるがレース直前に隼人が実は怪我が原因で騎手の乗り替わった訳ではない事を知ってしまう。それが原因で動揺しスタートダッシュに失敗、出遅れてしまう。レース中はこのまま菅助と勝利してしまうと隼人とコンビを組めないのでは、との思いからこのレースに対する情熱を失ってしまうが、菅助の熱い説得により勝利への情熱を取り戻し、最後の競り合いを制し優勝する。
帰国するにあたって隼人の騎乗スタイルを鍛えるために、飯富からミドリマキバオーがいるモンゴルに隼人は行ってしまう。その間はドバイで頭角を表したハグワールが高知での試合で代理ジョッキーとして勝利を納めると共に、仲直りした勘助が練習に付き合うなど場所こそ違えど二人共大きく成長した。二度目の帝王賞では帰国後間もない隼人がジョッキーとなり引退が決定したマウンテンロックやハグワールの馬を下し見事二度目の帝王賞連覇を決める等コンビが再結成された事を知らしめた。
更に成長を促す目的で、アメリカのBCに出場するために行くも間違ってロデオの大会にも出場するなど一見脱線したように見えたがこれをキッカケにロデオ走法を覚えるようになった。結果的に遠征は5位と入賞で終わり、癖が強いためカスケードからも難題であるロデオ走法を使うか止めるか問われるがモンゴル帰りの隼人の技術によってドバイワールドカップ(ドバイG1)で転倒し優勝を逃したものの、ベンダバールを下しその強さを世界に広めることになった。
しかし、海外馬であるムスターヴェルクの言葉や地元の師匠である横綱の引退等、目標が定まらないことでのモチベーションの低下や、現役最強のまま引退を決意したファムファタールと自身を重ねることでレースに対する情熱を失ってしまう。しかしフィールの遺志である世界一という夢を受け継ぎ、引退をかけてフェブラリーステークスでアマゾン、バスターと決着を付けた後で凱旋門賞に挑戦することを決意。
フェブラリーステークスで以前の失敗を克服したロデオ走法を繰り出し勝利、中央G1を制する。ステップレースの宝塚記念を余力を残し3着に入るも、レース後脚に炎症を起こしていることが発覚、以後脚のケアを続けながら凱旋門賞へ出走、ダイナスティやベンダバール、ムスターヴェルクらライバル達と根性勝負を演じ、最後の直線で一時先頭に立つも限界を迎え失速、4着に終わって引退した。
コミックス描き下ろしの最終話では、凱旋門賞に挑戦した3年後は高知で新馬たちのトレーナーをしつつ引退したダイナスティと共にフィールの眠る牧場で静かな余生を過ごしている。
また、スタミナ切れの時も寝てしまう馬であり、勝負根性を持っている。これをきっかけにバンダイの『オーナーズホース』でカード化している。
福留 隼人（ふくとめ はやと）
高知競馬福留厩舎所属の若手騎手。ヒノデマキバオー、ゴールデンバットの主戦騎手で高知競馬のホープ。愛称はハヤト。土佐弁で話す。身長175センチメートルと騎手としてはかなりの長身。中学3年の冬にテレビ中継された、山本菅助騎乗のミドリマキバオーが優勝した有馬記念を見て騎手を志す。当初は中央所属を希望していたがJRA競馬学校の受験に失敗、以来中央競馬に対し異常なコンプレックスと対抗心を抱くようになる。同じく中央から弾き出された境遇を持つ文太に何かと目を掛けており、文太もまた彼に全幅の信頼を寄せている。
高知に来た当初、その小ささから誰も乗れる者がおらず、見放されかけていた文太の騎手を買って出る。とはいえ、厩舎でもっとも小柄な者でも乗りこなせなかった文太に大柄な彼が乗れるはずもなく、最初は落馬の連続だった。だがそれでも彼は諦めず、1か月で乗りこなしてみせると周囲に宣言し、さまざまな訓練をこなして、1か月後のデビュー戦では最下位ながらも完走を果たしてみせた。
性格は強気だが文太の事を大事に思っており、その為、タレントとして利用されている現状を快く思っておらず広報の吉田と激しく対立する。また菅助には憧れと劣等感が入り混じった複雑な感情を抱いており、当初はかなり挑発的な態度を取っていた。威勢の良い気性だがいざ大舞台に上がったりすると途端に尻込みしてしまうシャイな一面に代表されるように精神的に脆い所があり、WSJSではそのせいで序盤は連敗するなど精神的に未熟な面が見られたが、文太と共に数々のレースを戦っていく内に真の自信をつけていき、中央の騎手と互角に張り合えるまで成長する。石田とは騎手学校受験時の同期でライバル意識を持っている。
金太を福留厩舎に預かっていた時、最後までその正体に気づかなかったほどの天然。
騎乗スタイルは基本的に逃げを得意としているが、連載中盤からは追い込みにも対応。また、その長身ゆえに長い手脚を生かして馬のストライドを伸ばせるといった長所を持つ。
ゴドルフィンマイルではパスポート取得のためドバイ入りが遅れ、同時期にドバイ入りした管助に文太の調教を依頼する。しかし合流後は、慣れない海外、マキバオーと管助というかつての黄金コンビを取り上げるマスコミやファンからのプレッシャー、さらには他日本馬の順調な仕上がりを見て調子を落とし、それが文太にも伝わってしまう。出走直前で政親に管助への乗り替わりを告げられてしまう。飯富の説得もあり文太のレースを見届けた後、来年は自分が歓喜の輪の中にいるという決意をする。
ドバイで騎乗できなかった精神的な成長を求めて、飯富の助言でモンゴル修行へと旅立つ。現地でミドリマキバオーとツァビデルによりきつつきや騎馬集団のコントロール術の特訓を行い、帰国。復帰戦の帝王賞ではペースを読み切り、レースを完全に支配する駆け引きの強さを見せ文太を勝利に導く。さらに凱旋門賞ではハグワールのプレッシャーにも動じず文太を落ち着かせる精神的な強さも手にしている。
コミックス書き下ろしの最終話では、文太と凱旋門賞に挑戦した3年後も引き続き現役騎手として活躍している。
名前のモデルは「隼人」を称した福留儀重。
福留 政親（ふくとめ まさちか）
福留厩舎を経営する調教師でハヤトの父親。通称「トメさん」。文太を我が子のように可愛がる。大変小柄な体格で、騎手のなかでもとくに小さい管助や直立状態の文太よりも背が低い。現役騎手時代は高知競馬の名物ジョッキーとして名を馳せ、鞍上に水上スキーのように直立する（脚が短過ぎて鐙に届かないせいもあるが）独特の騎乗スタイルから「福留の荒乗り」と呼ばれていた。だがその無理な騎乗がたたり、1日でこなした8レース中、5回落馬するという珍記録も作っている。
現在の文太の扱いや過剰出走による体の負担を憂いているが、一度でも赤字を出せば即廃止となる高知競馬の現状や関係者、馬主達からのプレッシャー、同じく経営が苦しい厩舎を維持せねばならぬという思いの間で葛藤を抱えている。一度、設備面などが中央競馬やほかの地方競馬に比べて劣ることから文太を手放してほかの厩舎への転厩も考えたが、周囲の説得により取りやめた。
宝塚記念のレース後、文太の僅かな炎症を即座に見抜くなど調教師として優秀であり、骨折したフィールを高知滞在で完治させた際はオーナーの松平社長に祝勝会パーティーで感謝され、その手腕を本多社長に感嘆されていた。
ゴドルフィンマイルでは調子の出ないハヤトに「思い出作りに来たわけではなく、勝ちに来た」という厳しい判断の元、出走直前で管助への乗り換えを告げる。
コミックス書き下ろしの最終話では引き続き調教師を続けており、以前とは比較にならない数の競走馬を管理している。
名前のモデルは福留儀重の父、福留親政（こちらも「隼人」を称した）。
ゴールデンバット
性別：牡
毛色：黒鹿毛
生誕：2001年4月20日
血統：父 オジイサン（オジジアン）、母 ゴールドライオン、母父 ストームバット（ストームバード）
主戦騎手：福留隼人
おもな勝ち鞍：珊瑚冠賞
高知競馬が誇る期待のエース。角刈り状のたてがみを持つ土佐男児的な風貌で、口にくわえたワラ（かつて厩舎に敷かれていた寝ワラ）がトレードマーク。
地元ではハヤトを主戦騎手に破竹の9連勝を達成し、その活躍振りから「土佐の帝王」と称される。文太の良き兄貴分であり「バットのだんな」と呼ばれ慕われている。10連勝を懸け地元開催の黒船賞に出走したが、中央の有力馬たちには太刀打ちできず7着と惨敗してしまう。レース前には観客の一人から「鳥なき島のコウモリ」とも評されてしまっていた。
その後はふたたび4連勝を飾るが、黒船賞の敗戦をきっかけに、ぬるま湯の地元で勝ち続ける自分に疑問を抱き始める。そして、黒潮ダービー出走の夢を断たれ、毎夜馬房で泣き崩れる文太の姿を見て自分の不甲斐無さを恥じ、「鳥なき島」から脱し「真の」帝王となることを決意。福留厩舎や高知競馬全体の再生のため、また黒船賞での借りを返すべく県外のレースに挑む。手始めに出走したさきたま杯では、早くも黒船賞で敗れたグラインドハウス、クインズアメジストらと再度激突。ハウスへの雪辱はならなかったが、アメジストら2頭の中央馬を破り高知競馬所属馬としては大健闘の4着に入着する。その成績に妥協する事なくさらなる飛躍を誓い、のちに強豪揃いのJBCクラシックにも出走。この際は最下位という大惨敗を喫してしまうが、その経験を生かし、遠征を目指す文太の併せ馬としてトレーニングに協力。
その後も高知で順調に勝ち続けていた中、文太の黒船賞を目前に「高知代表として高知競馬を守る」との名目で、突如、文太に黒船賞出走権を賭けての騎手抜きでの一対一の勝負を挑む。結果、文太に敗するが、その真意は黒船賞出走が目的ではなく、文太に競馬界の世代交代という厳しい現実を、情に流されることなく受け入れさせることにあった。
血統的なモデル馬はバトルライン。
ココナッツクランチ / 小夏（こなつ）
性別：牝
毛色：鹿毛
生誕：2002年3月7日
血統：父 ショーヘイ（シャーディー）、母 ココナツクラッシュ、母父 ボボブラジル
主戦騎手：福留隼人
ハヤトが主戦を務める牝馬。馬房は文太と隣同士。レース時にはシャドーロールを装着する。決して実力は低くはないものの、どうにも勝ち切れず未勝利が続いていた。ハヤト達にも直接または間接的にこのことをからかわれており（ほとんど悪気がなかったり、無自覚なものが多い）、本人も気にしている。
黒潮ダービーを目指すため療養に専念しようとした矢先の文太を、詐欺まがいの客寄せのために尚も酷使し続ける吉田に対し、股間に猛烈な後ろ蹴りを見舞うという形で天誅を加えた。
文太の初の遠征となった荒炎賞後でのレースにて、経験を積んだハヤトの、今までに見られなかった逃げを捨てた騎乗スタイルで差し馬としての才を開花させ、なんとか初勝利を果たす。
文太やバットと比べるとレースシーンでの活躍描写は少ないが、吉田が事あるごとに空気の読めない言動を見せる度、股間に蹴りをお見舞いするのはお約束。単行本2巻の登場馬名鑑での二つ名は「福留厩舎の癒し系 必殺玉割り娘」。
なお、父方の祖父（父の父）はカスケードの母方の祖父（母の父）でもあるダンキチ（ダンジグ）である。
グランドコブラ
性別：牡
毛色：栗毛
生誕：2004年4月5日
血統：父 ラブリィブラリィ（ライブリマウント）、母 グランドポジション、母父 ヤクルトスワロー（スイフトスワロー）
所属：船橋・堀江厩舎（高城厩舎？）→高知・十河厩舎→福留厩舎
主戦騎手：正木 時二→来島 道久
おもな勝ち鞍：高知県知事賞、かきつばた記念
船橋競馬時代には、同世代のなかではアマゾンスピリットに次ぐ実力馬として有望視されていた。よく切れる末脚を持ち関係者からは「アマゾン級」と評価されていたが、何かとアマゾンと比較される事に不満を抱いていた。
ダービーグランプリでは正木の騎乗で文太と対決するが敗退、その後は自分に向けられるアマゾンの影を断ち切ろうと凡走と敗北を繰り返し、高知競馬へ移籍することとなった。
移籍後の十河厩舎では不満を爆発させ自傷行為を繰り返すようになり、管理馬の少なく交流重賞で活躍する福留厩舎で引き取ることとなる。
福留に引き取られた後も誰にも心を開かず荒れていたが、トメの提案で来島騎乗で文太と対戦、「好きなようにやらせろ」とのトメの指示で大逃げを図るがラストで失速し敗退する。
敗戦のショックとトメの言葉によってアマゾンの呪縛を婦っ切り来島とコンビを組んで高知競馬でやっていく決心を固める。その後は文太を「チーム福留の大将」と立てて叱咤激励したり、バットを「旦那」、小夏を「姉さん」と呼んだりしているなと、福留厩舎に馴染んでいる様子。
文太の凱旋門賞挑戦後の書き下ろしストーリーでは10歳になっても現役競走馬を続けており、福留厩舎の大親分となっている。
血統のモデルは2004年のフェブラリーステークス4着馬で笠松所属のミツアキタービン。前作から登場しているサトミアマゾンのライバル、ラブリィブラリィの産駒でもある。
福留夫人（本名不明）
政親の妻でハヤトの母。文太を「文ちゃん」と呼び可愛がっており、バットや厩舎の面々からは「おかみさん」「ママさん」と呼ばれる。
競馬に関する知識は一般人よりはやや詳しいといったところ。文太の出走の際にはバットらのために厩舎にテレビを繋いであげたり、「金太」として振舞うフィールを気遣ったりと、気の回る面倒見のよい性格。
文太の勝利を祝い文旦ケーキを作るがほとんどの場合無駄になる。
雷電號（らいでんごう）
桂浜の土佐闘犬センターで飼われている闘犬。全身の無数の傷と凶悪な極道面が特徴だが、性格は至って温厚。子犬のころの事故で犬歯を折ってしまい、以来経験浅い若い犬に自信を付けさせるためにわざと負けるかませ犬としての生活を強いられていた。そして遂に嫌気が差し、センターを脱走。逃亡中、桂浜に訪れていた文太とハヤトと偶然出会う。その際の威厳ある言動と貫禄から、文太とハヤトからは横綱と勘違いされることになり、尊敬の対象となる。
桂浜を訪れたとある観光客の車にこっそり同乗し高知競馬場へ。文太のレースに違和感を抱き、高知競馬の現状を知ったうえで「負けぐせ」がつくことの怖さを文太やハヤトらに語る。その後も長らく福留厩舎で寝泊りし文太らをサポートしていたが、ある日唐突に闘犬センターに連れ戻されてしまう。横綱だと思っていた雷電號を応援しようと駆けつけた文太達に、大関を務める犬のかませ犬にされている姿を見られてしまい、その素性がとうとうばれてしまうことに。痛めつけられ続ける雷電の姿に文太は激昂し、雷電を庇い大関と対決。闘犬を相手にしての競走馬としての文太の勝負強さを見届けた後、文太を執拗に痛めつけようとする大関を頭から地面に叩きつけてケリをつけ、牙はなくともその力強さを証明するに至った。
その後は土佐闘犬センターに留まることとなったが、正月には福留家に顔を出したり、帝王賞でも応援に駆けつけるなどしている。折ってしまった歯は文太の黒船賞で稼いだ賞金で治し、名実共にセンターの横綱となる。そしてW後半に気力、体力の衰えを実感し闘犬を引退する。作中随所に描写されるように非常に頭の切れる犬である。一見無茶に見えるも、全て計算のもとに成り立っている様々な方法で文太のトレーニングのサポートをしており、非常に優秀なトレーナーとしての一面を持つ。

### 高知競馬関連人物
吉田 孝俊（よしだ たかとし）
高知競馬の広報担当。右目下の泣きボクロが特徴。文太のタレント性を利用し困窮する高知競馬を立て直そうと奔走しているが、そのやり方はほとんど文太の体を顧みないものばかりで、たびたびハヤトの怒りを買っている。ただし、あくまで高知競馬の為にやっているのであり、彼自身は経営に関心を見せない福留親子を自分達だけ助かろうとしていると批判している。広報という割には県外のレースや馬のことに関しては疎く、バットの出走登録を行ったさきたま杯のレベルを正しく理解していなかったり、そのほかの重賞レースの名を知らなかった。だが東京に置き去りにされたことをきっかけに南関東の地方競馬をリサーチしたようで、いくらかマシになっている。作中でも福留厩舎を巻き込み様々な騒動を起こすトラブルメーカー的な描写がされるが、広報としては有能であり、彼の不在時に新聞の扱いが悪かった文太が「吉田のおっちゃんがいればこんなことにはなってない」とぼやいている他、芝スタートのレースのためにゴルフ場と交渉してトレーニングのための芝コースを用意したりハグワールの短期免許を1日で用意したりしている。彼の行動力や企画実行力は飯富も一目置いている。
比較的おとなしく、荒々しさに欠ける福留厩舎メンバーにおける唯一の強心臓であり、RTCに単身抗議に行ったり、アメリカでも身振り手振りで意思疎通を図るなどしている他、中央でのG1レース参戦でガチガチに緊張する政親に「こんな大きなレースで緊張できるなんて立派なこと」と声をかけている。
名前のモデルは吉田孝頼、吉田重俊。
谷 忠（たに ただし）
経験豊富なベテラン騎手。通称「ジェントル谷」。おもな騎乗馬はシャルロット。客から心ない言葉を浴びせられたハヤトを庇うなど心優しい面を持つ。
名前のモデルは谷忠澄。
来島 道久（くるしま みちひさ）
ロングテイルドリーの主戦騎手であったハヤトの同期。現在はグランドコブラの主戦騎手。大一番の直前でハグワールへの騎乗の乗り替わりを告げられても、恨むことなくコブラ勝利のためにアドバイスを送るなど、実直で心優しい性格。
名前のモデルは来島通総。
立石（たていし）
高知所属騎手のなかで一番小柄な騎手。当初はその体格を買われ文太への騎乗を依頼されたが、結局乗りこなすことはできなかった。
名前のモデルは立石正賀。

### 競走馬

#### 中央競馬所属
フィールオーライ
性別：牡
毛色：鹿毛
生誕：2004年3月31日
血統：父 サンデーサイデンス、母 ワインドアンダーヘア（ウインドインハーヘア）、母父 クロザオ（アルザオ）
所属：栗東・酒井厩舎
主戦騎手：滝川正和
おもな勝ち鞍：クラシック三冠、ジャパンカップ、有馬記念、宝塚記念
サンデーサイデンス最後の産駒にして、ブリッツ以来の史上最強馬と称えられる競走馬。文太とは同日生まれの同い年、ともに4000万で落札という共通点を持つが、デビュー後5戦5勝で無敗のクラシック二冠を達成しまったく対照的な道を歩んでいる。しかし性格は負けず嫌いのかけっこ好きと共通している。自らが中央競馬のスターホースであるというようなことを鼻にかけることはまったくない、優しく明るい性格。口もなかなか達者で、「菊花賞の日程がもっと早ければ秋にはフレンチ（凱旋門賞）が味わえる」というJRAに向けた「味のある」揶揄を語っている。
夏の北海道で放牧中に文太と出会う。セリの当時から特徴のある外見と血統的評判で話題になっていた文太のことをよく覚えており、すぐに友達となった。最初は相手が中央競馬のトップホースとは気づかなかった文太は、ジャパンカップ（フィール）を視察しようと競馬場に訪れた際に初めてフィールがフィール自身だということに気づいた（文太自身、気づいた時は気まずさと恥ずかしさと相まってツンケンするそぶりを見せたものの、フィールの性格の良さでお互いがいい意味でライバル関係になった）。その内面には勝利という結果と「自分が走るということの意味」の間で葛藤する気高さを秘めている。のち、ブリッツ以来の無敗の三冠馬となり、苦しみながらもジャパンカップと有馬記念も制し、翌年の海外挑戦を期待されていた。
しかし、年明け早々軽度の骨折を発症。早期の回復と現役続行が十分可能な軽度の症状にもかかわらず、種牡馬としての価値という観点から引退が既定路線となるが、その報道がなされた直後に、走りたいのに走れなくなるということに納得のいかない文太に誘われ、覆面の捨て馬キンタマン / 金太 （きんた）として福留厩舎に逗留することとなる。世間的には「誘拐」され「失踪中」ということになっていたが、スタッフもその所在については把握しており、競馬の知識を活かして文太へ走り方のアドバイスを行ったり、砂浜と波打ち際でのリハビリなどを黙認しながら確認していた。
その結果、脚の状態もほぼ完治し、文太も黒船賞で勝利、また主戦騎手の滝川が居合わせたのを機に、そのまま栗東のトレセンへと戻って現役を続行することになった。このころには福留厩舎の関係者も金太＝フィールオーライということに気がついていたが、ハヤトと広報の吉田は、最後になっても気がついていなかった。復帰戦となった宝塚記念ではファムファタールの奇策にも動じず完勝し、夏は凱旋門賞に向けた調整のため再度高知の福留厩舎に逗留する。
そしていよいよフランスへ遠征し、凱旋門賞へ向けたステップレースとしてフォア賞に出走。ほかに有力馬のいない5頭立ての少数頭であり1.6倍の一番人気に押されるが、最終コーナーで右前脚開放骨折を発症、安楽死となった。
彼の死後も、文太やファムなど多くの馬に影響を与えた馬として回想で度々登場する。文太は彼の遺志を継ぎ凱旋門賞への挑戦を決め、アマゾンは戦う土俵こそ違えど、「挑戦し続けることの意味」を共有する者として自身のレース中にフィールを回想していた。
モデルとしては上記の血統やその圧倒的な強さ、「宙を翔ける史上最強馬」「英雄」のキャッチフレーズ、主戦騎手の滝川（後述）のモデルが武豊であるためディープインパクトが連想されるが、好位につけて確実に差し切る脚質などシンボリルドルフが連想される部分もあり、多少の差異も見られる（飯富曰く「ぶっちぎるタイプではなく、相手の力を見極めて無駄に力を使い切らず勝つ」）。
金太を演じていたときに被っていた覆面は、前作『みどりのマキバオー』で登場したオーナーブリーダー・ひげ牧場のトレードマークである○の中に「金」のマークが入ったものであった。
マウンテンロック
性別：牡
毛色：栗毛
生誕：2001年3月13日
血統：父 ホーケィナイナー（フォーティナイナー）、母 プラムノーランズ（ウメノアスコット）、母父 ハゲタトップレス（※ハギノトップレディ）
所属：美浦・太原厩舎
主戦騎手：山本菅助
おもな勝ち鞍：ジャパンカップダート、フェブラリーステークス、ブリーダーズゴールドカップ、黒船賞、かきつばた記念
山本菅助が騎乗するGⅠ7勝を誇るエリート競走馬。4歳時には国内全ダートの最高峰レース・ジャパンカップダートを制覇し「砂の魔人」の異名を取る。他馬の奇策にも動じない冷静さと、手入れが行き届いた美しい毛並と片目を覆う長いたてがみが特徴。砂馬場をもっとも得意とし、黒船賞ではハヤトの罠に掛かり、砂が極端に深いイン側に誘い込まれ一時失速するも、ものともせず1着でゴールする。その後も各地の競馬場で連勝を続け、その先には世界を視野に入れていたものの、V2を目指したジャパンカップダートでは万全の状態ではあったが、アマゾンスピリットに引導を渡される形の4着に終わる。しかし年明けのフェブラリーステークスでは、アマゾンこそ出走しなかったものの、トータルケイオスをマークした菅助の好判断も手伝い、ブロックバスターを抑え見事な復活優勝を遂げる。
しかしその後は帝王賞、JCD、東京大賞典と出場するものの、マキバオーたち下の世代の成長と自身の衰えにより中々勝ちきれないレースが続き、記者の注目度もマキバオーより下となり世代交代を実感する。
8歳での帝王賞で引退が決定し、長年の相棒菅助と最後のレースに臨み、管助の好判断でトップを走る文太に一時肉迫するもすでに往年の力はなく6着に敗れる。有終の美こそ飾れなかったが「中々いい最後だったんじゃないか」と結果には満足していた。引退後は種牡馬として第二の馬生を過ごす。
物語の初期において文太などの世代の壁となった馬であり、引退後のフェブラリーステークスで特別誘導馬として再登場した際は文太とハヤト、バスターと石田に労いと感謝の言葉をかけられていた。
上記から血統的なモデル馬はマイネルセレクト。同じく黒船賞を制している点も共通する。なお、母父ハゲタトップレスの名の由来となったハギノトップレディは牝馬である。
グラインドハウス
性別：牡
毛色：鹿毛
生誕：2000年2月23日
血統：父 ニトロニクス、母 モユルワカクサ、母父 グリンホライゾン
所属：栗東・吉川厩舎
主戦騎手：山中馬之助
おもな勝ち鞍：かきつばた記念
マウンテンロックと双璧を成す実力馬。たてがみや眉、瞳の色以外は父譲りのワイルドな風貌。同じく父譲りのパワーを誇り、その地鳴りのような走りから「重戦車」と形容される。黒船賞ではロックと一騎討ちを演じ2着となる。その後はかきつばた記念優勝を経てさきたま杯に出走。トータルケイオスにわずかに差し切られ2着となる。ジャパンカップダートでは着外に終わり、翌年の黒船賞ではヒノデマキバオーの5着になるなど、勝ちきれないレースが続いている。
クインズアメジスト
性別：牝
毛色：鹿毛
生誕：2002年2月22日
血統：父 サンデーサイデンス、母 クインズベリー、母父 ヌレヌレデス（ヌレイエフ）
所属：美浦・朝倉厩舎
主戦騎手：浅井賢政
「砂の女王」の異名を持つ牝馬。おかっぱ状に整えられたたてがみが特徴。黒船賞ではアカマツコブラに次ぐ4着でゴール。さきたま杯ではゴール直前にバットに差され5着となる。
上記から血統的なモデル馬はトゥザヴィクトリー。
トータルケイオス
性別：牡
毛色：鹿毛
生誕：2002年3月21日
血統：父 カスケード、母 クインラティファ、母父 ノーパントースト（ノーザンテースト）
主戦騎手：滝川正和
所属：栗東・波多野厩舎
おもな勝ち鞍：かしわ記念、プロキオンステークス、さきたま杯、佐賀記念、アンタレスステークス
「砂のカスケード」と呼ばれるカスケード産駒。芝からダートに転向して開花した。
プロキオンステークスを制した後さきたま杯に出走、ハウスを僅差で破り勝利。その後、武蔵野ステークスをアマゾンスピリットの2着に入りジャパンカップダートに出走するも敗れる。
フェブラリーステークスの前哨戦として出走した佐賀記念では脚質を変貌させ、最後方からフラットビッキーとともに「黒い旋風」を彷彿とさせる戦慄の追い込みを見せて、優勝目前だったヒノデマキバオーを降す。本番のフェブラリーステークスでも同様に最後方からの追込を見せるも、最後の競り合いでマウンテンロックにあと一歩及ばず2着となった。その後、かしわ記念でプレミアムタイムを退け、Jpn1初勝利を上げる。調子を落とすも、フィールオーライとの併せで調子を上げ、帝王賞では、ハナ差で２着となった。JBCクラシックは真田騎乗で惨敗。これ以降、騎手が滝川に戻るも勝利から遠ざかる。
プレミアムタイム
性別：牡
毛色：鹿毛
生誕：2004年4月11日
血統：父 プレミア、母 ミスサマータイム、母父 サンデーサイデンス
所属：栗東・太原厩舎
主戦騎手：朝比奈友泰
おもな勝ち鞍：ユニコーンステークス、ダービーグランプリ、平安ステークス 、東海ステークス
逃げ馬不在のジャパンダートダービーにて押し出されるように逃げ、ゴールギリギリでアマゾンスピリットに差され2着となる。ジャパンダートダービーでは、真壁幹夫が騎乗している。
マキバオーの出走したダービーグランプリ、その次走の平安ステークスで優勝。その後、フェブラリーステークスでマウンテンロックの4着、かしわ記念はトータルケイオスの2着、マキバオーの勝利した帝王賞でも3着と、作中の大レースで安定した出番と成績を保っている。実力のある馬ながらも作中では「地味」な馬という印象が強く、滝川にも「善戦マン」とからかわれている。
フラッシュライト
性別：牡
毛色：鹿毛
生誕：2004年2月19日
血統：父 トゥーカッター、母 フレッシュフルーツ、母父 サンデーサイデンス
所属：栗東・朝倉厩舎
主戦騎手：浅井賢政
交流重賞勝ちこそないものの、積極的に地方遠征する実力馬。父は前作にも登場したトゥーカッターでマヤノトップガンがモデルだった。血統的なモデル馬はプリサイスマシーン。
ブロックバスター
性別：牡
毛色：栗毛
生誕：2003年3月2日
血統：父 ティンポーカントリー（ティンバーカントリー）、母 バックフリップ、母父 タマーキン（トニービン）
所属：栗東・大谷厩舎
主戦騎手：石田光成
おもな勝ち鞍：かしわ記念、帝王賞、JBCクラシック、川崎記念、南部杯、ジャパンカップダート、東京大賞典
天性の素質を持つダートホースであり、作中で文太、アマゾンスピリットと共にダート三強とされる馬。鞍上の石田同様、関西弁で喋る。アマゾンほどの切れ味はないが良い脚を長く使える馬で、圧倒的な地力でかしわ記念を勝ち、帝王賞とJBCクラシックで圧勝。打倒ロックの筆頭と目されていたがジャパンカップダートは出走回避。東京大賞典では後方から猛追するもアマゾンスピリットに及ばず僅差の2着。またフェブラリーステークスでは勝負を急いだ石田の騎乗ミスによりマウンテンロック、トータルケイオスに次ぐ3着となった。それでリズムを崩し、かしわ記念は10着と大敗。石田とのコンビも解消されてしまう。長期休養となったが、復帰明けの南部杯で、ラスト100ｍで、グランドコブラとキングアナコンダを差しきり勝利。ＪＣＤでは、イースタンプロミスを差しきる形で優勝。東京大賞典では、石田不安で2番人気になるが、結果はヒノデマキバオーやアマゾンスピリットをねじ伏せ優勝した。
その後はドバイに遠征しマクトゥームチャレンジを制覇、ドバイWCにアマゾンと共に参戦しデカロゴスを一旦追い抜くが決死のジャンプを見せたデカロゴスに敗退し、3着となる。
素質と地力では他馬を圧倒するも、重要なレース前でも石田と軽口を叩き合うなど緊張感や闘争心というものがなく、大谷調教師からは性格面のムラっ気により勝ちきれないと分析されている。それにより闘争心が強く好戦的な石田とはベストパートナーと判断されている。
血統的なモデル馬はアドマイヤドン。
ジョニーボーイ
性別：牡
毛色：黒鹿毛
生誕：2002年3月22日
血統：父 コマンダーチワイフ（コマンダーインチーフ）、母 テレサザカズン、母父 サンデーサイデンス（サンデーサイレンス）
所属：美浦・馬場厩舎
主戦騎手：真田繁信
おもな勝ち鞍：マイルチャンピオンシップ南部杯
「ザ・トラブル」の通称通り気性の激しい馬。南部杯後は精彩を欠いている。血統のモデル馬は同じく激しい気性で交流G1を制したレギュラーメンバー。
ロンゲストデイ
性別：牡
毛色：鹿毛
生誕：2001年2月28日
血統：父 アスリート（アフリート）、母 ロンゲストタイム、母父 タマーキン
所属：美浦・酒井厩舎
主戦騎手：山本菅助
マウンテンロックが出走しないレースで菅助が主戦をつとめるダート重賞戦線の有力馬。黒船賞では菅助がキックザパストに騎乗するため、筒井順一に乗り替わった。美浦の酒井厩舎所属。モデル馬はカペラステークスの勝ち馬・ミリオンディスク。
リバーサルポイント
性別：牡
毛色：鹿毛
生誕：2003年2月25日
血統：父 パンツインザタンス（ダンスインザダーク）、母 ナイトスウィーパー、母父 タマーキン（トニービン）
所属：美浦・宇都宮厩舎
主戦騎手：芳賀定貴
おもな勝ち鞍：宝塚記念
フィールやマキバオーの一歳上の中央馬、有力馬不在と言われる2003年世代の大将格で宝塚記念を制するも、有馬ではフィールの２着に敗れる。
世間的にはフィールオーライの宿敵と言われており、レースでは並んだら抜かせない勝負根性が売りだが政虎の分析では「フィールの壁であろうと自ら押し上げた」結果らしい。
フィール没後のジャパンカップでは4番人気ながら日本馬の大将であろうと力走する。
父は変わっているものの、血統的なモデル馬はハーツクライ。
キングアナコンダ
性別：牡
毛色：鹿毛
生誕：2003年4月8日
血統：父 ピーターII、母 ロージーボア、母父 ハレンチデピティ（フレンチデピュティ）
所属：美浦・佐竹厩舎
主戦騎手：真壁幹夫
おもな勝ち鞍：根岸ステークス、かきつばた記念、JBCクラシック、黒船賞
父譲りのスタミナと、逃げ先行による自在なペースメイクで他馬を撹乱するペースの魔術師。巧みなレース展開でレースのカギを握る馬として常に警戒される。
ジャパンカップダートではマウンテンロックに先着するもアマゾンに敗れ、ファブラリーステークスでは８着となり、その後はオーナーの金銭的都合で過酷なローテーションで走り続ける。
経済的破綻の近いオーナーの元で売却もままならず、敗北すれば処分の可能性もあったかきつばた記念では猛然と追い込むマキバオーを退けて勝利する。本調子でなかった帝王賞でもペースの罠を駆使してレース展開を主導したものの、最終盤で掴まり4着に敗退する。
しかしその力走はオーナーの心に届き以後も競走生活を続ける事になる。南部杯でブロックバスターの2着に終わるが、JBCクラシックで直線、猛追するブロックバスターを振り切ってGI初勝利を飾った。
キックザパスト
性別：牡
毛色：鹿毛
生誕：2004年3月10日
血統：父 ニトロニクス、母 ニールキック、母父 アサデス（アサティス）
所属：美浦・御宿厩舎
主戦騎手：山本菅助
マウンテンロックの主戦・山本菅助が駆るマキバオーと同世代の有力馬。グラインドハウスとは違い、同じニトロニクス産駒でも気性は安定している。勝ち鞍こそないものの、交流重賞で安定した成績を残しており、マキバオーにはダービーグランプリで先着している。
ライオンズゲート
性別：牡
毛色：青毛
生誕：2001年3月13日
血統：父 タバスコキャッタ（タバスコキャット）、母 ダンデライオン、母父 ブレイヴストロングマン（ブレイヴェストローマン）
所属：栗東・下間厩舎
主戦騎手：筒井順二
ダートオープン戦の門番。交流競走にもたびたび登場し、バットやマキバオーと走る。
ペイルライダー
性別：牡
毛色：鹿毛
生誕：2003年3月9日
血統：父 ドラゴ、母 ヘールエール、母父 ヘンタイヤ（ペンタイア）
所属：美浦・榊原厩舎
主戦騎手：滝川正和
芝もダートもこなすピッチ走法の使い手。鞍上の滝川の提案で黒船賞出走を決める。黒船賞ではマキバオーに食い下がるも最後は失速。父のドラゴは前作の有馬記念馬。榊原厩舎はカスケードと同じ厩舎である。
ブリーダーズカップ前のアマゾンの練習相手も務めた。
シュートザスター
性別：牡
毛色：鹿毛
生誕：2002年2月25日
血統：父 スターオブオジン（スターオブコジーン）、母 ベストショット、母父 スットンキョー（ストームキャット）
所属：栗東・長野厩舎
主戦騎手：朝比奈友泰
かきつばた記念に出走。しぶとく食い下がるも最後はマキバオーにかわされ、3着に終わる。「早熟の一番星」というニックネームと馬名、血統背景よりモデルは北海道スプリントカップの勝ち馬、ハリーズコメット。
ファムファタール
性別：牝
毛色：鹿毛
生誕：2005年4月1日
血統：父 カスケード、母 メートレッセ（スカーレットブーケ）、母父 ノーパントースト
所属：美浦・服部政人厩舎
おもな勝ち鞍：桜花賞、東京優駿 、ジャパンカップ、有馬記念、宝塚記念
カスケード産駒で本田リッチファーム所有の第75回日本ダービー馬。65年ぶりに牝馬によるダービー制覇を成し遂げる。作中では史上最強牝馬と評される。牝馬らしくマスコミのカメラ映りを気にする素振りを見せる。65年ぶりの牝馬でのダービー制覇ではあったが、ダービー以前は2敗しており、フィールには劣るとするファンの評価もある。ダービー制覇後、3歳牝馬としては異例の宝塚記念への出走と、凱旋門賞への出走プランが明かされ、同様のローテーションを構想するフィールを刺激する。宝塚記念では全力を尽くした結果フィール以下の古馬牡馬の後塵を拝するが、それはかつてたれ蔵が強敵に挑んで敗れたところからさらに強さを得たことに倣った陣営の思惑通りでもあり、予定通り凱旋門賞への出走を目指す。フランスへ到着し、前哨戦のニエル賞では無敗の有力馬シージに最後まで追走し、2着となった。凱旋門賞ではフィールショックもあってか惨敗。鞍上を滝川に替えて挑んだジャパンカップでは、道中折り合いを欠けるが滝川とともにフィールへの思いをふっ切り、シージを差しきりリベンジを果たした。有馬記念では、他馬を寄せつけず完勝。この年の年度代表馬に選ばれた。４歳初戦はドバイワールドカップを見据えてフェブラリーステークスに出走するもアマゾンの気迫の走りに圧倒され４着となった。この結果から陣営は、ドバイシーマクラシックに出走することを決定した。2年連続で挑む凱旋門賞に向け、父・カスケードとともに特訓に挑み、カスケードの走法である地を這う走法を習得。本番では世界王者デカロゴスを徹底マークし、一騎打ちを挑む。デカロゴスとの最後の根性勝負を制し、日本馬初の凱旋門賞勝利目前まで行くものの、伏兵ベンダバールにゴール直前で差され僅差の2着に終わる。次走の有馬記念では圧倒的な力を見せ完勝、フィールを超えG1通算7勝目を挙げる。ドバイや凱旋門賞にもう一度挑戦という声があったものの、ファム本人の「競走馬人生を全うし、やり切った」という思いから引退が決まる。性格はお調子者のおしゃべり好きで闘争心が強く、またトレーナーの政虎が自身を無視したり構わずにいると拗ねる。肝が据わっており、大舞台でも物おおじせず余裕のある発言が目立つ。コミックス描き下ろしの最終話では繁殖牝馬となっており、朝日杯フューチュリティステークスを勝利した産駒を輩出している。「ファムファタール」はフランス語で「運命の女」を意味する。
毛色、血統のモデルはダイワスカーレットであり、戦績のモデルはウオッカ。
ダイナスティ
性別：牡
毛色：鹿毛
生誕：2007年2月12日
血統：父 カスケード、母 パラティーノ、母父 クロザオ
所属：栗東・酒井厩舎
おもな勝ち鞍：皐月賞、東京優駿 、宝塚記念、香港ヴァーズ、有馬記念
フィールオーライを輩出したキングスファームに育った若駒。フィールオーライに憧れてデビューして以来、勝ち鞍を重ねる。性格は文太をして「礼儀正しい好青年」と言わしめるほどだが、高知でのゴールデンバットやグランドコブラらとのトレーニングを経てたくましくもいくぶんか下品な感じに鍛え上げられた。その後、文太とともに凱旋門賞に挑戦する。
フィールオーライをはじめとする過去の名馬、競馬という競技に携わる人たちの思いを背負って走ることにこだわり、文太、フィールオーライ、ファムファタールらから受け取ったバトンを、さらに次世代へ渡すことが自分の使命と考えている。本作は、良血を受け継いでいくことの崇高さを謳った前作最終回と対称をなすように、自身も伝説的古馬となったダイナスティがラストレースとなる有馬記念に勝利し、次世代すべての競走馬たちにバトンを託したところで幕を下ろす。

#### 地方競馬所属
アマゾンスピリット
性別：牡
毛色：青鹿毛
生誕：2004年3月15日
血統：父 サトミアマゾン、母 ミラクルウーマン（マジカルウーマン）、母父 ジーヌポット（タイトスポット）
所属：船橋・正木厩舎?、真里谷厩舎?
主戦騎手：正木時二
おもな勝ち鞍：南関東三冠（羽田盃、東京ダービー、ジャパンダートダービー）、京浜盃、武蔵野ステークス、ジャパンカップダート、東京大賞典、フェブラリーステークス、かしわ記念
かつて元祖マキバオー達と激走を繰り広げた船橋競馬の雄「ヒットマン」ことサトミアマゾンの息子。作中における文太の最大のライバルであり、バスターを含めダート三強とされる。レースごとに定めた実力馬を徹底的にマークしギリギリで差す戦法を得意としていた父に対し、出走馬すべてを標的に定め、最後方から脅威的な末脚で千切り捨てる追い込みをもっとも得意とする。その脚力はダートコースで1頭だけ芝上を走っているかのように錯覚させ、弾丸のごとく全馬を一直線に射抜くその姿から、「船橋のスナイパー」の異名を持つ。父と同様、メンコをトレードマークとするが、目周りのブリンカーは国内ではめずらしいパシファイアー（ホライゾネット）を着用している。
大井競馬場開催の京浜盃（南関東S2）、および南関東三冠の第一戦羽田盃（同S1）、第二戦東京ダービー（同S1）を圧倒的な強さで制し、第9回ジャパンダートダービーをわずかに差しきり地方3歳馬の最強候補にまで挙げられる。しかし非常に傲慢不遜で無愛想な性格と上からの物言いで他の馬からの評価は最悪、レース展開を読み間違えた正木を振り落とし砂をかけるなど品格を問われる行動もとっている。しかし凱旋門賞を控えるフィールに「海外で勝つべき馬はオレでありお前」と叱咤激励したり、年度代表馬となりフェブラリーSで自身と競り合う文太を「大したヤロー」と認め、海外へ打って出る自分の代わりに国内レースの守護神を託すなど、自身が認めているものには敬意のある発言もする。
また、主戦騎手の正木を当初は老いぼれ扱いしていたが、正木の好判断でジャパンカップダートを制した以降、「（自分に乗るのは）あいつしかいねぇだろ」と相棒として渋々認めている模様。
自身がダートホースであることに強烈なプライドを持っており、「ダートの鬼神」とも呼ばれる。現在の競馬の芝至上主義に対しても反骨心を抱いており、その異常なまでの負けず嫌いと一切の妥協を許さない勝負根性はファムファタールを以てして素直に「まったくかなわない」と発言するほど。
ジャパンカップダートでは、それまで定位置であった最後方のポジションを初めてイースタンプロミスに譲り、直線で抜け出した所を同馬に苦しめられるものの、何とか凌ぎきって栄冠を掴む。
東京大賞典では、先行策をとりヒノデマキバオーを徹底マーク。残りわずかで競り落とし、ブロックバスターの追撃を振り切り優勝。父子制覇を果たす。その後、日本のダート界での勝負付けは済んだことから、ドバイワールドカップを目標に調整。前哨戦のマクトゥームチャレンジは3着と好走するが、モチベーション低下から本番へは駒を進めず帰国する。
翌年のブリーダーズカップクラシックでは世界王者・デカロゴスを相手にハナ差2着で敗れる。そのリベンジとして2年連続で挑んだドバイワールドカップでは最後の直線でデカロゴスを差し切り、勝利直前まで行くもののデカロゴスの決死のジャンプの前に僅差で敗れる。その後海外挑戦から身を引き、国内の守護神として再び君臨することとなる。文太が引退をかけて臨んだフェブラリーステークスではバスター、文太とのデットヒートを繰り広げ文太に半馬身差で敗北。レース後に海外挑戦を控える文太の実力を素直に認め、日本のダートを照らしてくるよう託す。
母系のモデルはブラボーグリーンやコクトジュリアンを輩出したブレイヴウーマンとその仔でナイキアースワーク、ドラゴンファイヤーを輩出したマジカルウーマン。
第2巻の巻末の同馬の紹介の項では「正木厩舎」となっているが調教師は真里谷であるため転厩したのか、真里谷が厩務員なのかは不明。
ロングテイルドリー
性別：牡
毛色：鹿毛
生誕：2004年3月21日
血統：父 アルカロイド、母 ビッグファットママ（キョウエイフォルテ）、母父 ノーパントースト（ノーザンテースト）
所属：高知・河野厩舎 → 園田
主戦騎手：来島道久
おもな勝ち鞍：黒潮皐月賞
高知3歳馬の筆頭格とされる競走馬。その名の通りほかの馬の倍近い長い尾が特徴で、顎には縮れ毛状のヒゲが蓄えられている。文太のデビュー2戦目の相手でもあり、そのレースでもまったく相手にせず圧勝している。九州ダービー栄城賞では地元のハグマシャグマと競り合い僅差で2着。高知三冠の一冠黒潮皐月賞では、1番人気の期待に応え順当に勝利を収めたが、黒潮ダービーは文太を差しきれず2着となり、その後、オーナーの意向で兵庫の園田に移籍となってしまった。なお、父のアルカロイドは前作でデビュー前のカスケードの併せ調教のパートナーを務めていた宝塚記念馬である。母のモデルは血統背景よりビッグショウリとキョウエイフォルテの兄妹。
サンダーバイパー
性別：牡
毛色：黒鹿毛
生誕：1992年3月7日
血統：父 サンデーサイデンス、母 ハイパーパンチ、母父 ノータリン(ノーザリー)
所属：高知・河野厩舎
主戦騎手：平岡直美
中央3勝を含む通算15勝の実績を持ち、出走回数は200回を超える「高知の重鎮」。高知3歳では敵なしとなった文太が古馬戦に挑戦したときの対戦相手となった。登場シーンでは古豪の雰囲気を漂わせ、文太にも「貫禄が違う」と言わしめたが、実は16歳という高齢で古馬戦は文太に自信と実績を与えるためのものだった。その後高知県知事賞でも登場したがこのときはボケが始まっていた。
マイティガブラ
性別：牡
毛色：黒鹿毛
生誕：2004年3月3日
血統：父 ガラードジャンケル（サンデーウェル）、母 サラスバティー、母父 ショーヘイ（シャーディー）
所属：高知・島厩舎
主戦騎手：南雲健一
饒舌な自信家。典型的な逃げ馬で、一度ドリーを抑え勝利したこともある。しかし、逃げ馬の宿命か調子のムラも大きく、黒潮皐月賞では終盤にドリーに捉えられ3着に終わる。黒潮ダービーでは、ほかの馬がドリーをマークする隙を突いて大逃げを打つが、同じく逃げを打つ文太との競り合いでスタミナを削られ大敗する。名前の由来はアクマイザー3のガブラより。父のモデルはサンデーウェル。馬名のガラードジャンケルも同じくアクマイザー3より取られている。
シャルロット
性別：牝
毛色：栗毛
生誕：2004年2月27日
血統：父 クロフク（ブラックタキシード）、母 ペティブーカ、母父 レンポークエスチョン（レインボウクエスト）
所属：高知・香川厩舎
主戦騎手：谷忠
おもな勝ち鞍：黒潮菊花賞
通称「はちきん（土佐弁で「お転婆」「男勝り」の意）シャルロット」。そのルックスの良さから文太にも劣らぬ人気を博しているが、牡馬相手にも一歩も退かない激しい気性と向上心を持つ。黒潮皐月賞4着。黒潮ダービー3着。母のペティブーカは前作で高坂里華が騎乗していた馬。黒船賞でフラットビッキーの末脚に後塵を拝し、全国レベルの末脚になすすべなく屈する。
スターコシャマイン
性別：牡
毛色：栗毛
生誕：2004年4月6日
血統：父 カワイーシーズー（カコイーシーズ）、母 オシャマベッピン（サマニベッピン）、母父 ノーパントースト（ノーザンテースト）
所属：北海道・松前厩舎
主戦騎手：小林吉道
おもな勝ち鞍：北海優駿
北海優駿優勝を経て、ジャパンダートダービーに出走する。母のモデルは重賞3勝のサマニベッピンだが、その母と父のモデルカコイーシーズの配合例はない。
ブロークンボーン
性別：牡
毛色：栗毛
生誕：2004年2月27日
血統：父 モーリアロー、母 モーターヘッド、母父 パンツホール（ダンスホール）
所属：園田・下間厩舎
主戦騎手：鈴木孫一
おもな勝ち鞍：兵庫ダービー
父は前作に登場したモーリアローで、同じく関西弁で話す。兵庫ダービー優勝を経て、ジャパンダートダービーに出走する。
シバノーブレスト
性別：牡
毛色：芦毛
生誕：2004年3月18日
血統：父 エルサレム、母 ミスノーブル、母父 ブレイヴストロングマン（ブレイヴェストローマン）
おもな勝ち鞍：ダイヤモンドカップ、青藍賞
マキバオーと同世代の岩手競馬の代表馬。通称「盛岡の貴族」はその父の戦跡に加え、気品ある芦毛の馬体にちなんでのもの。父のエルサレムは本多リッチファームで種牡馬入り後、産駒が期待に応えられず欧州へ逆に輸出された模様。
ハグマシャグマ
性別：牡
毛色：黒鹿毛
生誕：2004年4月17日
血統：父 サンダーソード、母 ギギンチョ、母父 アンバサダー（アンバーシャダイ）
所属：佐賀・立花厩舎
主戦騎手：高橋穣
おもな勝ち鞍：九州ダービー栄城賞
荒尾ダービーでタイガーズアイの2着後、栄城賞でロングテイルドリー、ブルシットとの接戦を制し、九州代表としてジャパンダートダービーに出走するが、惨敗。九州四天王の一人。
タイガーズアイ
性別：牡
毛色：鹿毛
生誕：2004年5月10日
血統：父 ミヨシタイガー、母 ダイヤモンドアイ、母父 ノーパントースト（ノーザンテースト）
所属：佐賀・松浦厩舎
主戦騎手：籠手田正常
おもな勝ち鞍：荒尾ダービー
父は前作に登場し、成績のムラが激しく「気まぐれタイガー」の異名を持つミヨシタイガーで、そんな父同様、展開の助けもあった荒尾ダービーを優勝し、真価が問われた栄城賞では馬群に沈む。ロータスクラウン賞では直線でブルシット、セカンドフロア、ハグマシャグマと立て続けに競り落とした文太を避けるように大外に出したが、文太は吸い寄せられるように競り合いに行き、その隙をフラットビッキーに突かれ一度は先頭を明け渡すものの差し返し、2着に入線。九州四天王の一頭で逃げてよし、差してよしの自在な脚質が持ち味。
ギガモッコス
性別：牡
毛色：黒鹿毛
生誕：2004年2月23日
血統：父 マラダイス、母 マンマイシャン、母父 サニーサンデー
所属：荒尾・相良厩舎→佐賀・相良厩舎
主戦騎手：丸目恵一
おもな勝ち鞍：たんぽぽ賞
とにかく図体がデカく豪放磊落で、荒尾の猛牛、荒尾の番長の異名を持つ。文太と同様に、かなりデフォルメされたカバのようなデザインで描かれている。競走馬ではめずらしく九州生まれで対等に戦えることから、ほかの馬から尊敬を集めている。
一度前に出たら後方から抜きにくい馬格を活かした逃げ脚質。荒炎賞では文太、フラットビッキーに競り勝ったかと思われたが、走路妨害を取られて6着。ロータスクラウン賞、佐賀記念にも出走し、ほぼ毎回レース序盤は文太と先頭を争っている。ゴドルフィンマイルではフラットビッキーの共にラジオで観戦している。母父のサニーサンデーは2009年の福島記念勝ち馬のサニーサンデーとはまったくの別馬。
フラットビッキー
性別：牡
毛色：黒鹿毛
生誕：2004年5月30日
血統：父 カスケード、母 ファンシーバード、母父 パーマリーゼント（パークリージェント）
所属：佐賀・山田厩舎
主戦騎手：飯田大嗣
おもな勝ち鞍：荒炎賞、サマーチャンピオン、九州記念
策士ながら、やや屈折した性格のカスケード産駒。九州四天王よりは格下と見られている模様。
脚質は自在。ギガモッコスの走路妨害により荒炎賞繰り上がり1着。ロータスクラウン賞では文太、ギガモッコスとの逃げ争いから一度は後退し、直線で文太が外のダイガーズアイに競り合いに行く間に内をすくって先頭に躍り出るが、2頭に差し返され、タイガーズアイとの2着争いの末ハナ差の3着。
佐賀記念では、最後方でトータルケイオスを封じることに徹するかと思われていたところ、脚質を変えたケイオスに併せたかのような最終盤の一気の追込で突如覚醒し、二陣の「黒い旋風」となって文太に先着、カスケード産駒で連を組んだ。その後は実力が開花し、サマーチャンピオンではJRA所属馬達を差しきってのける。ゴドルフィンマイルではギガモッコスの共にラジオで観戦している。
レッドコラル
高知所属。それなりに実力はあるがやたらと目立ちたがりな性格で、レース結果にかかわらずチヤホヤされる文太に嫉妬している。
文太の真似をして色々パフォーマンスをするも悉く空振りとなり、レースに勝ってもほぼ誰も注目しないという不遇が目立つ。もっぱらギャグ要員としての登場が多く、前作のベアナックルを髣髴とさせるキャラクター。姿形もベアそっくりだが、血縁関係があるかは不明。
帝王賞を制覇した文太の凱旋レースでは大激走して1.0倍の一番人気の文太を2着に沈めるも、観客からは「空気読め！」とブーイングを浴び、あまつさえ誰もレッドコラルに賭けていなかったため、特払いという珍事を起こしている。
ムラカミパイレーツ
高知所属。作中にちらほら登場する脇役馬。作中最初に文太が出走したレースに登場し勝利している。その後も2連勝し、ハヤトに黒潮ダービーのライバル候補として名を挙げられている。名前の由来は村上水軍から。
アイキュア
性別：牡
毛色：栗毛
生誕：2002年3月26日
血統：父 デアデビル（ティアブロ）、母 インカホールディン、母父 イングヴァル
所属：船橋・土岐厩舎
主戦騎手：正木時二
おもな勝ち鞍：東京記念
さきたま杯3着馬。重賞6勝の実力馬。モデルは同じく船橋所属だったナイキアディライト。
アカマツコブラ
名古屋所属。黒船賞3着馬。さきたま杯にも出走したが、終盤に脚を使い果たし着外となる。
ジオーハチマン
性別：牡
毛色：鹿毛
生誕：2002年2月8日
血統：父 スッキャネン（ティッカネン）、母 ダイボサツ（ハチマンダイボサツ）、母父 サンデーサイデンス（サンデーサイレンス）
おもな勝ち鞍：さきたま杯、JBCスプリント
川崎所属。脚質は逃げで、「南関の始発列車」の異名を持つ。黒船賞に出走したが着外。続くさきたま杯でも、同じく逃げを打つバットにペースを乱され着外に終わる。東京大賞典では直線で一気に後続にかわされた際、「なめるな国鉄め！！」と捨てゼリフを残す。フェブラリーステークスでは脚を残して直線先頭で迎えたが、切れがなく着外。さきたま杯ではレースをテレビ観戦する隼人と吉田にテレビ馬扱いされるも逃げ足衰えずレースを制し交流重賞初制覇。帝王賞では出遅れて、さらに中段馬群にもついていけず着外で終わる。作中で決して実力は低くなく、ファンからの人気もある馬であるが、ギャグキャラとして描かれる場面が多い。南部杯も大敗で終わるが、JBCスプリントでついにＧⅠ初勝利。名前および母のモデルはOP牝馬のマーベラスサンデー産駒・ハチマンダイボサツ。
オオシロノワール
性別：牡
毛色：芦毛
生誕：2002年5月21日
血統：父 オグラトースト（オグリロマンス）、母 プリンアラモード、母父 サンデーサイデンス（サンデーサイレンス）
所属：名古屋・斯波厩舎
主戦騎手：津川義昭
名古屋競馬のスーパースター。ミノオイルセラーと看板を張る。父のオグラトーストのモデルはオグリローマンの仔、オグリロマンス。

#### 外国馬
デカロゴス
性別：牡
毛色：黒鹿毛
生誕：2004年
血統：父 ダークアベンジャー、母 Kitty Pryde
所属：G・コックス厩舎（アイルランド）
主戦騎手：マーチン
おもな勝ち鞍：ドバイワールドカップ、キングジョージ6世&クイーンエリザベスステークス、ブリーダーズカップ・クラシック
本作におけるダート世界最強馬。作中では「ザ・キング」「絶対王者」と称される。引退後ドバイに渡ったミドリマキバオー（たれ蔵）に指導された最後の世代の馬。
ドバイワールドカップを制した翌年、ブリーダーズカップクラシックでアマゾンスピリットと対戦。最後の直線の根性勝負をハナ差で制し、以後アマゾンの倒すべき目標となる。
連覇をかけて迎えたドバイワールドカップでは圧倒的大本命としてアマゾン、ブロックバスターを迎え撃つ。レース序盤で石田・バスターとの激しい先行争いを演じた後、ラストの直線でアマゾンに差し切られ誰もがアマゾン勝利を確信したが、前作のミドリマキバオーを彷彿とさせるゴール前の決死のジャンプで連覇を果たす。このジャンプにより引退も囁かれていたが、殿下の理解もあり騎手を凱旋門賞を見据えマーチンからハグワールに乗り替わる。その後出走したキングジョージではマキバオーの走法・きつつき走法を見せ凱旋門賞馬・ボンバルディエを制し勝利。そして引退レースとなる凱旋門賞では、日本最強馬・ファムファタールの挑戦を受ける。ファムファタールの徹底マークを受け5番手でレースを進め直線で先頭に立つと、大外ラチ沿いから突っ込んできたムスターヴェルク、ファムファタールとの死闘とも呼べる根性勝負を演じ、最後はファムファタールの地を這う走法の前に力尽きる。さらに同じ殿下の所有馬である同門の後輩・ベンダバールに差され4着と敗れる。このレースで引退が決まっていたものの、本人は何の悔いもなく、清々しい心情であった。引退後は種牡馬となるも、ベンダバールの併せ馬を務めるなど後輩指導にもあたっている。
たれ蔵を「師匠」と呼び尊敬し、たれ蔵のきつつき走法を真似したりしている。殿下も素質ではなく、根性で登りつめた馬だと評するように、たれ蔵から指導された馬の中で最も勝負根性を受け継いだ馬である。たれ蔵の影響もあり、日本馬を高く評価している。
性格は記者からのインタビューもそつなくこなすなど落ち着いており、正確に相手の力を見極める冷静さも持っている。しかし凱旋門賞出走前のムスターヴェルクの挑発に頭突きで応戦したり、ベンダバールとの併せ馬でムキになるなど、やや闘争心が強い面も見られる。
レーススタイルは好位抜出型で、並んだら抜かせない勝負根性が特徴。

#### 現役引退馬
ミドリマキバオー / うんこたれ蔵
血統：父 タマーキン（トニービン）、母 ミドリコ、母父 マルゼニスキー（マルゼンスキー）
前作『みどりのマキバオー』の主人公。文太の伯父に当たる。文太がマキバオーの名を受け継いだのに合わせ、「元祖マキバオー」とも呼ばれる。カスケードやアマゴワクチンなどかつてのライバルたちと違い、引退後は種牡馬にはならず、海外遠征を続ける様子が前作巻末にて記されていた。たいようのマキバオーＷ078馬にて飯富昌虎調教師によりドバイで競走馬として現役を続け出走していたことが明かされた。ミドリマキバオーは前作最終話の後、殿下にエルサレムと同じように種牡馬として期待されドバイへ渡ったが、本人は現役続行しか考えていなかったため何戦か海外のレースを走ったものの次第に出られるレースもなくなり、半引退状態となってしまった。それでもトレーニングを続けるミドリマキバオーは、一緒にトレーニングで走り指導した後輩の競走馬が凱旋門賞を制する等頭角を現した事から、殿下より現役競走馬兼トレーナーに任命されることになった。現在は古傷を痛めたためドバイを離れモンゴルで静かに暮らしているが、頻繁に殿下の競走馬の様子を見にドバイや海外レースへ顔を出している。
ロックがフェブラリーステークスに制覇した時に菅助の回想シーンで登場していた。また菅助本人が滝川に「あの地を這う先法にことがあったから」と伝えられている。ゴドルフィンマイルではシルエットとして登場。
ハヤトのモンゴル修行の際に再登場。ハヤトにきつつき戦法を教え込み、ツァビデルとともに猛特訓を行う。作中の後半ではベンダバールをはじめとする殿下所有のドバイ馬たちのトレーナーとして活躍、ベンダバールに自身の宿敵・カスケードの地を這う走法を教え込んだ。また前作では「ボク」だった一人称は「オレ」へと変化している。
マキバコ
血統：父 サンデーサイデンス、母 ミドリコ、母父 マルゼニスキー（マルゼンスキー）
ミドリマキバオーの半妹で、文太の母親。秋華賞優勝を最後に現役を引退、繁殖牝馬入りする。文太を含め4頭の仔を産んだが、いずれも目立った成績を残すことはできず、早期に繁殖牝馬を引退した。現在は幼少期に世話になっていたヤクザ宮蔦一家の屋敷で余生を送っている。しかし、その気性の荒さは引退後10年近く経ってもまったく変わっておらず、屋敷では怒り狂いながらドスを振り回すなど強烈な姐さん振りを発揮している。また前作では「オレ」だった一人称は「わし」へと変化している。
ミドリコ
ミドリマキバオー、マキバコの母で文太の祖母。気性難から子育てに向かないマキバコに代わり孫達を育てた。本作でも健在で、みどり牧場で余生を過ごしている。
カスケード
血統：父 サンデーサイデンス、母 ヒロポン、母父 ダンキチ（ダンジグ）
現役時代のミドリマキバオーと数々の名勝負を繰り広げた最大のライバル。別名「漆黒の帝王」。
マリー病を患い、有馬記念を最後に現役を引退。加齢により以前より痩せ衰えたものの、その鋭い眼光は健在。今もなお史上最強馬としてファンから絶大な支持を集めている。種牡馬としても数々の強豪馬を輩出し、黄金世代で引退後も成功したと言われる数少ない存在。ファムファタール、トータルケイオス、フラットビッキー、ブラックレインら、作中で走る姿を見せる現役産駒も多い。
ジャパンカップ当日を迎えた東京競馬場のパドック展示に招待され、ミドリマキバオーと勘違いされパドックに乱入した文太と、続いて現代の英雄であるフィールオーライと対面する。パドックでの周回展示でさえ目立ちたがりなところを見せる文太に、外見だけでなく内面にもミドリマキバオーの面影を感じ、一見悩みのなさそうな超エリートのフィールが自分にふと見せた感情の揺らぎに、自らが抱えていたのとは異質ながらも共通するトップホースの葛藤を見て取った。
物語終盤では文太のトレーニングに付き合うことが多くなり、文太には「師匠」と慕われている。飯富に優秀なトレーナーと言われるように、フォームや走法に関して非常に細かなアドバイスを送る。現役時代と変わらぬスパルタぶりで文太やファムファタールを鍛えるも、自身の産駒のレースはほぼ全てチェックしているという親バカの一面もある。
種牡馬となった現在も、併せ馬を行った文太に「高知のレースに出れば勝てる」と称されたが「嬉しくねぇし、高知の奴にも失礼だからな？」と苦言を呈している。
代表産駒：ファムファタール、トータルケイオス、ブラックレイン、フラットビッキー、ダイナスティ
ブリッツ
血統：父 サンデーサイデンス、母 ミドリコ、母父 マルゼニスキー（マルゼンスキー）
新馬戦を15馬身差のレコード勝ちしたのを皮切りにクラシック三冠+朝日杯を無敗で制するなど6歳までにG1を11勝。アマゴワクチン、プレミアなどマキバオー世代をことごとく跳ねのけ、有馬記念3連覇目となる架空のレース、ジャパンチャンピオンシップではミドリマキバオー、ベアナックル、エルサレムを下した歴史に残る名馬。フィールオーライの三冠達成時に名前だけが登場。代表産駒の登場もなく、種牡馬入りしたかも不明。前作最終巻では1999年まで現役を続けていたことが記されている。なお、フィールが無敗で三冠を制したのは2007年の話である。
サンデーサイデンス
血統：父 ハロー（ヘイロー）、母 フィッシングウェル（ウィッシングウェル）
大種牡馬・サンデーサイレンスをモデルとする種牡馬。本家に違わず、前作では2頭にダービー馬、さらに前作と合わせて2頭の三冠馬を輩出している。今作では父のみならず、ヒノデマキバオーやジオーハチマンなどのブルードメアサイアーとしても多数名を連ねる。サンデーサイレンス系の種牡馬（フジキセキ、アグネスタキオン、ネオユニヴァースなど）はパンツインザダンス（ダンスインザダーク）など作中前半にしか登場していない。
代表産駒：カスケード、ブリッツ、フィールオーライ、マキバコ、モーリアローほか
ベアナックル
血統：父 カツラデエース（カツラギエース）、母 クウェーヴァー
本編では殆ど出番がなく消息もわずかに語られる程度だが、銅像が作られている。前作以上にワイルドな見た目になっており、風貌はすでに馬離れして角や牙ようなものが生えており、さながら猛獣のような出で立ちになっている。世界中を駆け回っているようで、南米のアマゾンの密林に居たところを現地住民からは伝説の生物バーナコーと勘違いされ、バーナコーに触れることで勇者になると信じてジャガーに騎乗して追跡してきたハグワールから必死の形相で逃走し、ハグワールにたてがみのを少しの間掴まれるものの、彼に鮮烈な印象を与えた。

### その他の人物
山本 菅助（やまもと かんすけ）
かつては元祖マキバオーの主戦騎手として活躍したJRA騎手。一人称は「僕」だが、マウンテンロックに乗るときは「オレ」に変わっている（また、第31回帝王賞の回では一人称が「オレ」になっていた）。
髪型が丸刈りからリーゼントになった以外は容姿に変化はない。10年の歳月を経た現在は優しさと逞しさを備えた国内を代表する一流騎手へと成長している。著書に「ダービージョッキーですいません」がある。
黒船賞出走のため高知を訪れた際、かつての相棒の甥である文太のレースを観戦。レース終了後、ハヤトの不自然な騎乗について問い質したが、知らぬこととはいえ文太や高知競馬への配慮を欠いた質問に激昂した彼の反発を買う結果に。さらにともに黒船賞に出走するハヤトに健闘の言葉をかけたが、彼はこれを挑発と曲解し、両者の関係は最悪となる。もっとも、ハヤト自身は自分の将来を決心させた菅助の実力は認めており、現在も尊敬する人物に変わりはないが、これらの出来事による気恥ずかしさからギクシャクした関係が続いていたが、黒船賞の祝賀会に招かれるなど、ハヤト含め、福留厩舎およびマキバオー関係者と親しくする様子も描かれている。その祝賀会に滝川を連れて行ったことにより、金太がフィールであることが発覚してしまった。
ゴドルフィンマイルでは合流が遅れたハヤトの代わりに文太の乗り役をするが、出走直前に調子の出ないハヤトに代わり、勝利のため乗り替わりを依頼される。このレースに勝ってしまえばハヤトと組めなくなるという文太の気の抜けた走りに激高、自分が何のために走るのか問い正す。熱い説得により情熱を取り戻した文太を勝利へと導く。
なお、週刊146馬「決着!佐賀記念」の終盤でマウンテンロックの復活シーンが見られた。
RTCでは文太を調教していた。ところが調教後、「僕はヒノデマキバオーを止めます!」と言った。
ロックの引退後も別々の馬に乗って引き続き騎手として活躍する。
名前のモデルは武田信玄の家臣で策士の山本勘助。
滝川 正和（たきがわ まさかず）
栗東所属のJRA騎手。フィールオーライ、トータルケイオス、ファムファタール（3歳秋から）の主戦騎手であり、日本を代表するスタージョッキー。黒船賞で高知競馬場に通常の10倍の観客が集まった際、ハヤトが「今年は滝川さんがいるから」と話すなど人気・知名度と集客力は抜群。モデルは滝川一益（名前）と現役騎手の武豊。前作ではトレンディーな雰囲気のあるたらこ唇の騎手だったが、今作ではアゴ髭が印象的なイケメン騎手として描かれており、まったく顔の感じが変わってしまった。また、たらこ唇でもなくなっている。フランクで明るい性格で、馬への気遣いも忘れない。フォワ賞では一度見た他のレースを完全に頭の中に入れ本番でそのペースを再現させながらリードするなど、作中では「天才」と評される。
最終回ではダイナのラストランを見届けることができた。
山中 馬之助（やまなか うまのすけ）
グラインドハウスの主戦騎手。かつてはピーターII・アマゴワクチン兄弟の主戦を務めていた。名前のモデルは山中幸盛（鹿之助）。
正木 時二（まさき ときじ）
船橋所属のベテラン騎手。サトミアマゾン、アマゾンスピリットの父子2代に渡り主戦騎手を務める。かつてのたれ蔵との対戦経験から文太の底力を見抜き、将来スピリットの前に立ちはだかる存在となることを予見する。大レースを勝った時の派手なパフォーマンス、叫びは今作も健在。モデルは正木時忠と船橋のトップジョッキー・石崎隆之。
嶋島 智之（しまじま ともゆき）
元『週刊競馬ゴング』記者。雑誌の廃刊に伴い失職し、現在は馬券師として日々の糧を繋いでいる。著書に「ミドリマキバオーを忘れない」がある。
世間のフィールオーライブームを快く思っておらず、マキバオー、カスケード達の世代こそ最強と唱えるが、ファンのゲーハー達からは「マキバオー世代うぜぇ〜」「懐古主義」などと罵られる始末。
ジャパンダートダービー観戦のため大井競馬場へと向かうはずが、誤って府中の東京競馬場に迷い込んでしまったハヤト達と偶然遭遇。この出会いに運命的なものを感じ、直後的中させた大穴馬券の払戻金を旅費に、ハヤト達を文太、そしてたれ蔵の生まれ故郷である北海道・みどり牧場へと誘う。
服部 政人（はっとり まさと）
かつてのカスケードの主戦騎手で、現在は引退して調教師に転身。現役時代と違って髭が生えており、ほかの『みどりのマキバオー』時代のキャラクターよりも大分老けている。ファムファタールやブラックレインなど多数のカスケード産駒を預かり、本田社長からの信頼も厚い。かつての「半蔵」という愛称の通り、名前のモデルは服部正成（半蔵）とダービージョッキーで現調教師の柴田政人。
石田 光成（いしだ みつなり）
栗東所属のJRA騎手。関西出身。名前のモデルは石田三成と現役騎手の三浦皇成。ブロックバスターを管理する大谷からは「こうせい」と呼ばれている。若き天才ともてはやされるも生意気な態度と不遜な物言いが目立ち、それが仇となりフェブラリーステークスでのブロックバスターの騎乗ぶりが馬主の逆鱗に触れブロックバスターを降ろされるも地道な努力を続け、大谷によるオーナーへの説得もありコンビ復活となった。
ワールドスーパージョッキーズシリーズでは厩舎育ちの彼とは対照的に自身は一般家庭から競馬サークルに飛び込んだこともあり日本ではハヤト、ドバイではハグワールに苦渋をなめさせられて以来目の敵としてがむしゃらに対抗意識を燃やしていたが、徐々に余裕ができてハヤトを敵と認めた上で自信を手にするなど精神的にも成長していった。
宇喜多(うきた)
ブロックバスターの馬主。「マキバオーW」weekly113馬で名前が判明。非常に傲慢かつ嫌味な物言いが目立つ。若さに任せた騎乗の石田を一度は降ろすも、大谷の熱心な説得に根負けしてコンビを復活させる。その後は特殊な馬であるバスターの相棒は石田しかいないと公言し、熱心なオファーでハグワールを確保するもバスターには石田を騎乗し続けるなど彼に信頼を寄せるようになる。
本多 平七郎（ほんだ へいしちろう）
本多リッチファームの総帥。トレセン以上の設備を持つ、本多リッチファームで世界各国の有力馬を預かり調教を行っており、各国の馬主たちと広くコネクションを持つ。ファムファタール、ブラックレインの馬主でもあり、前作でミドリマキバオーに学んだ、「壁を乗り越えてこそ超一流になる」という敗北の上に成長は生まれるという持論を持つ。モデルは徳川家康に仕えた武将・本多忠勝（通称が平八郎）。前作の嫌味な性格は影を潜め、日本競馬のレベルアップのため自身の所有馬でなくてもRTCに有力馬を招待するなどしている。
飯富 昌虎（おぶ まさとら）
前作『みどりのマキバオー』にてミドリマキバオーの管理をしていた美浦トレセンの元調教師。現在は中央競馬の調教師を引退してリッチトレーニングセンター（RTC）のセンター長を務める。前作のスパルタぶりは健在で、その手腕により幼駒の時のファムファタールを育成したほか、地方馬のアマゾンスピリット、ハイエナジープランなどの海外調教馬など数多くの競走馬の管理を行う。東京大賞典の出走を巡って吉田がRTCに乗り込んだ来たことをきっかけに福留厩舎と関わることが多くなり、本多社長にも「高知に肩入れしすぎでは」と窘められることも。モデルは戦国時代の武将、武田信玄の家臣である飯富虎昌。
飯富 源次郎（おぶ げんじろう）
前作『みどりのマキバオー』にてミドリマキバオーの世話をしていたみどり牧場の元牧場主。現在はミドリマキバオーの共にモンゴルを暮らしている。
内藤 里華（ないとう りか）
旧姓高坂。前作にも登場した飯富の娘で、文太の母マキバコに騎乗していた元JRA騎手。1年前に引退していたが、飯富にリッチトレーニングセンターに呼び出され、傷心の文太とファムファタールのトレーニングの乗り役を任される。かつて文太がデビュー前にトレーニングしていた頃の乗り役でもあった。
石原（いしはら）
みどり牧場のチーフ。マキバオー達を門前払いにする。
富永（とみなが）
みどり牧場の従業員。
真里谷（まりや）
アマゾンスピリットの調教師。芝レースのみがもてはやされる競馬界に不満を抱き、何かと挑発的な言動が多い。
元はサトミアマゾンの厩務員であり、正木騎手とはその時代からの付き合いでもある。名前の由来は上総武田氏の分家で上総地方の豪族・真里谷氏。
酒井（さかい）
小柄で恵比須顔が特徴のフィールオーライの調教師。文太が栗東トレーニングセンターで調教を積むときの身元引受人となる。名前の由来は徳川氏の譜代家臣・酒井氏より。モデルはディープインパクトの調教師・池江泰郎。
下間（しもづま）
隼人がワールドスーパージョッキーズシリーズへ出場した際に騎乗した馬の調教師。なかなか思うとおりの騎乗ができず、舞い上がってしまう隼人を一時叱責したが、2日目好騎乗を賞賛する。交流重賞常連のライオンズゲートの調教師でもある。名前の由来は石山合戦や加賀一向一揆で指導的役割を果たした本願寺の坊官・下間氏。
松平（まつだいら）
フィールオーライの馬主。キングスファーム代表。酒井や石川ら関係者からは「社長」と呼ばれている。本多社長とは仲が悪く、再三フィールを本多リッチファームにて預かり、育成をしたいというオファーを断り続けている。名前の由来およびモデルは徳川氏の祖にあたる松平氏とメイショウの冠で有名な馬主・松本好雄。
石川（いしかわ）
キングスファームの厩務員。失踪したフィールを捜索しに高知に飛び情報を松平に逐一報告する。最初は見つければすぐに連れ帰るつもりだったが、半ば黙認という形で金太と文太の動向を見守っていた。桂浜における「つばけ」による足の故障の回復とフィールの走りたいという気持ちの強さに加え、文太と金太の友情に感化され、社長に談判。フィールの種牡馬入り撤回、現役復帰へと導く。隼人や吉田の金太をフィールと思わぬ振る舞いに物申す場面もあった。名前の由来は戦国時代の武将・石川数正より。
ハグワール・フェルナンデス
南米アマゾンでジャガーに乗っていた所をフランス人学者に見つかりジャガーのフランス語訳「ハグワール」を名付けられた野生児の黒人ジョッキー。馬の呼吸を感じ取り、エネルギーを最低限しか使わせず、勝負時まで足を残し獲物を定めた所に鞭も振るわず馬と一体化し一気に差す騎乗術で、フランスでは「ジャガー旋風」と呼ばれるブームを起こし、ドバイワールドカップで勝利後の管助を祝福後ノーマークの4連勝を飾った後、思いつきで来日し急遽初騎乗の小夏で勝利し依頼が殺到する。記者からインタビュー受けた際に、ベアナックルを追いかけて1分しがみ付いていた。

## 特記事項
- 作中のヒノデマキバオーが連覇したレースの帝王賞では現実の第31回の優勝馬フリオーソ(船橋)と第32回の優勝馬ヴァーミリアン(JRA)がいる。
- 作中のレースの宝塚記念では第49回はフィールオーライ、第50回はファムファタール、第51回はドントラグーンを制しており、現実の第49回の優勝馬エイシンデピュティ、第50回の優勝馬ドリームジャーニー、第51回の優勝馬ナカヤマフェスタがいる。
- ヒノデマキバオーと福留ハヤトが宮蔦一家に向かったことがある。『W』ではヒノデマキバオーとフィールオーライが無印同様宮蔦一家にて向かったことがあり、前作で登場した「ひげ牧場」のダイヤを使用するシーンがあった。
- 物語のスタート時点ではフィールオーライが日本ダービーを制している。『W』ではヒノデマキバオー達が栗東トレセンでトレーニングをしている。